# Blue Peter (skladba)
„Blue Peter“ je instrumentální skladba britského multiinstrumentalisty Mika Oldfielda. Byla vydána na konci roku 1979 jako jeho osmý singl a v britské hudební hitparádě dosáhla nejvýše 19. místa (v lednu 1980).
Skladba „Blue Peter“ je Oldfieldovým ztvárněním znělky dětské televizní show Blue Peter. Samotná znělka vychází ze skladeb „Drums & Fife“ od W. Burnse a „Barnacle Bill“ od dvojice Ashworth a Hope. Na B straně singlu se nachází skladba „Woodhenge“ z alba Platinum.

## Seznam skladeb
1. „Blue Peter“ (tradicionál, úprava Oldfield) – 2:06
2. „Woodhenge“ (Oldfield) – 4:06